# Invest in Szczecin Open 2023
L'Invest in Szczecin Open 2023 è stato un torneo maschile di tennis professionistico giocato sulla terra rossa. È stata la 30ª edizione del torneo, facente parte della categoria Challenger 125 nell'ambito dell'ATP Challenger Tour 2023. Si è giocato al Wojska Polskiego di Stettino, in Polonia, dall'11 al 17 settembre 2023.

## Partecipanti

### Teste di serie
| Nazionalità | Giocatore               | Ranking* | Testa di serie |
| ----------- | ----------------------- | -------- | -------------- |
| Spagna      | Roberto Carballés Baena | 63       | 1              |
| Argentina   | Pedro Cachín            | 66       | 2              |
| Spagna      | Jaume Munar             | 82       | 3              |
|             | Aleksandr Ševčenko      | 83       | 4              |
| Argentina   | Federico Coria          | 91       | 5              |
| Argentina   | Facundo Díaz Acosta     | 94       | 6              |
| Francia     | Hugo Gaston             | 99       | 7              |
| Italia      | Marco Cecchinato        | 109      | 8              |
| Regno Unito | Jan Choinski            | 126      | 9              |

* Ranking al 28 agosto 2023.

### Altri partecipanti
I seguenti giocatori hanno ricevuto una wild card per il tabellone principale:
- Gilles-Arnaud Bailly
- Maks Kaśnikowski
- Daniel Michalski

I seguenti giocatori sono entrati in tabellone come alternate:
- Geoffrey Blancaneaux
- Francesco Maestrelli
- Lukas Neumayer
- Andrea Pellegrino
- Daniel Rincón

I seguenti giocatori sono passati dalle qualificazioni:
- Petr Nouza
- Rudolf Molleker
- Lucas Gerch
- Andrew Paulson
- Henri Squire
- Oriol Roca Batalla

## Punti e montepremi
| Torneo    | Torneo              | V      | F      | SF    | QF    | 2T    | 1T    | Q | Q2  | Q1  |
| Singolare | Punti               | 125    | 75     | 45    | 25    | 11    | 0     | 5 | 2   | 0   |
| Singolare | Premi in denaro (€) | 19,650 | 11,570 | 6,850 | 3,990 | 2,345 | 1,420 | – | 710 | 355 |
| Doppio    | Punti               | 125    | 75     | 45    | 25    | –     | 0     | – | –   | –   |
| Doppio    | Premi in denaro (€) | 8,420  | 4,900  | 2,940 | 1,750 | –     | 990   | – | –   | –   |

## Campioni

### Singolare
Federico Coria ha sconfitto in finale  Vít Kopřiva con il punteggio di 6–1, 7–6(4).

### Doppio
Andrew Paulson /  Vitaliy Sachko hanno sconfitto in finale  Zdeněk Kolář /  Sergio Martos Gornés con il punteggio di 6–1, 7–6(6).